# Paul Lichtlen
Paul Robert Lichtlen (* 23. August 1929 in Zürich; † 13. Juli 2005) war ein Schweizer Mediziner und Kardiologe.

## Leben
Lichtlen absolvierte von 1949 bis 1955 ein Medizinstudium  an der Universität Zürich und wurde 1957 an der Universität Basel über Die Wirkung von Cortisol, Cortison und Prednison am normalen und am nebennierenlosen Hund unter Kochsalz- und Wasserbelastung promoviert.
Bis 1958 war er wissenschaftlicher Mitarbeiter im Biologischen Labor der CIBA AG in Basel. Anschließend arbeitete Lichtlen als Assistent am Universitätskrankenhaus Zürich. Von 1962 bis 1965 hatte er am Johns Hopkins Hospital (Cardiovascular Division) in Baltimore ein Forschungsstipendium. Nach seiner Rückkehr habilitierte er sich in Zürich 1968 über Klinische Vektorkardiographie beim Herzinfarkt.
Von 1965 bis 1972 war er Chefassistent und Leiter des Herzkatheterlabors im Universitätskrankenhaus Zürich. Anschließend wirkte er bis 1973 als Chefarzt der dortigen Kardiologischen Abteilung. Er folgte dann einem Ruf als Ordinarius und Leiter der Abteilung Kardiologie an der Medizinischen Hochschule Hannover.

## Werk
1964 führte Lichtlen die erste Koronarangiographie in der Schweiz durch. Er gehörte zu den Begründern der interventionellen Kardiologie. Er leitete wichtige Arbeiten zur Myokardischämie und zur koronaren Flussreserve bei der koronaren Herzkrankheit. Darüber hinaus leitete er zahlreiche multizentrische internationale kardiologische Studien.
Er war ein Herausgeber der Zeitschrift für Kardiologie.

## Ehrungen
- 1971: Arthur-Weber-Preis der Deutschen Gesellschaft für Kardiologie (DGK)
- 1972: Max-Ratschow-Preis der Deutschen Angiologischen Gesellschaft
- 1983/1984 Vorsitzender der DGK
- 2002: Ehrenmitglied der DGK

## Publikationen (Auswahl)
- Das Vektorkardiogramm beim Herzinfarkt DOI:10.1007/978-3-642-87200-6_6
- Medical treatment of myocardial ischemia in coronary artery disease: effect of drug regime and irregular dosing in the CAPE II trial. DOI:10.1016/s0735-1097(02)02050-8